# École militaire préparatoire Général-Leclerc
L’École militaire préparatoire Général-Leclerc (EMPGL), fondé en 1946, est un établissement d’enseignement secondaire à encadrement militaire situé à Brazzaville en république du Congo. Elle a pour mission de former des élèves (collégiens et lycéens) en associant enseignement général et instruction militaire.

## Historique
Créée en 1946 à Brazzaville, l’école, institution coloniale française, portait alors le nom de « École indigène des enfants de troupe en Afrique équatoriale française (AEF) - Cameroun (EIET)  » jusqu’en 1956,. Elle fut ensuite rebaptisée en l’honneur du général Leclerc. Officier de la France libre, il refusa la défaite de 1940, rejoignit le général De Gaulle et s’engagea dans la résistance. Figure majeure de la libération et symbole militaire de la Seconde Guerre mondiale, il fut honoré par l’attribution de son nom à l’établissement,.

## Organisation

### Direction
Le commandant de l’EMPGL est le colonel Camille Serge Oya,.

### Admission
L’admission à l'EMPGL passe par un concours d'entrée. Pour participer à celui-ci, les candidats doivent répondre aux conditions suivantes : être âgé de 11 à 12 ans au 31 décembre de l'année en cours, être de nationalité congolaise, présenter une aptitude physique satisfaisante et être titulaire du certificat d'études primaires élémentaires de l’année en cours, obtenu avec une moyenne d’au moins huit sur dix.

## Anciens élèves notables
- Marien Ngouabi (1938-1977), président de la république du Congo (1969-1977)
- Jacques Joachim Yhombi-Opango (1939-2020), président de la république du Congo (1977-1979)
- Jean-Marie Michel Mokoko (né en 1947), ancien chef d'État-major, et candidat à l'Élection présidentielle de 2016 en république du Congo